# Алієв Алі Енверович
Алі Енверович Алієв (крим. Ali Enver oğlu Aliyev; (1955 )) — радянський, узбецький, американський фізик кримськотатарського походження, доктор фізико-математичних наук, професор-дослідник Інституту нанотехнологій і ад'юнкт-професор фізичного факультету Школи природничих наук і математики Техаського університету в Далласі. У 2011 році він був визнаний «винахідником року» журналом «Time».
Галузі поточних наукових інтересів — нанонаука і нанотехнології, електрохромізм і акустика. Він має ряд патентів на винаходи від управління США з патентів і товарних знаків (USPTO).

## Біографія
Алі Алієв народився в Ташкенті, Узбецької Радянської Соціалістичної Республіки, СРСР в сім'ї кримських татар, які жили там після депортації. Батьки Алієва також були депортовані з Криму разом з усім кримськотатарським населенням. Його батько Енвер — представник древнього роду з Сімферополя, Герой Соціалістичної Праці. Мати Алієва — Оказ, з села Корбекуль Алуштинського району Кримського півострова.
У 1977 році закінчив з відзнакою радіотехнічний факультет Харківського національного університету радіоелектроніки. У 1984 році Алієв отримав ступінь кандидата фізико-математичних наук (молекулярна і теплова фізика) на кафедрі теплофізики узбецької Академії наук . Тема дисертації: «Дослідження швидкого іонного переносу в рідкісноземельних фторидах». З 1992 — доктор фізико-математичних наук (фізика твердого тіла), кафедра теплофізики Академії наук узбецької. Тема дисертації: «Релаксаційні явища в надзвукових провідниках». З 1988 по 2004 рік працював на кафедрі теплофізики узбецької Академії наук. У 1992-2004 роках-завідувач лабораторією фізико-акустичних досліджень названого відділу. З 2004 року Алієв є професором-дослідником в Техаському університеті в Далласі.
Алі Алієв є автором понад 100 наукових статей і власником 13 патентів в області нанонауки і нанотехнологій, серед яких, наприклад, патент на плащ-невидимку.
Одружений з Ельвірою Умеровою, у них дві дочки.

## Нагороди
- Inventor of the year 2011 by Time magazine.
- Nano 50 Award in the United States, 2006: Processes for Carbon Nanotube Yarn and Sheet Fabrication, University of Texas at Dallas.
- 2006 NanoVic Prize for Innovation in Nanotechnology from Nanotechnology Victoria, Australia.
- Science award in Physics, 2004: State award of Republic of Uzbekistan «For Development of Nanomaterials and Nanotechnology», given by the Minister of Science and Technology Committee of the Republic of Uzbekistan.
- Grand Prize for the achievements in Science, 2001: Recipient of a medal «Glory» for the achievements in Science given by Uzbekistan government.
- Cited in Marquis book «who's Who in Science and Engineering» 8th (2005-2006) Edition, NJ.
- Fellowship award by Korean Government Program and Science&Technology Policy Institute (STEPI), 1999-2000.
- Prize (Medal and Diploma) for Development and Design of Ultrasonic Drilling Machine» awarded on 26th International Salon in Geneva, 1998.
- Young Scientist Award of International Union of Radio Science (URSI), General Assembly, Kyoto, Japan, 1993.